# Elaphiceps cervus
Elaphiceps cervus är en insektsart som beskrevs av Buckton. Elaphiceps cervus ingår i släktet Elaphiceps och familjen hornstritar. Inga underarter finns listade i Catalogue of Life.